# European Winners' Cup 2024
Navigation
Ferrare 2023 2025
La European Winner's Cup 2024 est la quinzième édition de la European Winners' Cup, la compétition annuelle opposant les meilleures équipes des principaux championnats européens de tchoukball. La compétition a lieu du 22 au 24 mars 2024 à Żory, en Pologne. Douze équipes de six pays participent à la compétition.

## Équipes participantes
Douze équipes, venant de sept pays différents, participent à la European Winners' Cup 2024.
- Allemagne :
  - ASC Weimar
  - Düsseldorf Vikings
- France :
  - Phoenix Marignier
- Italie :
  - Rovello Sgavisc
  - Ferrara Monkeys
- Pologne :
  - Tchoukball Ursus
  - Warsaw Hornets
- République tchèque :
  - Rumcajska Jičín
- Royaume-Uni :
  - Bury Kings
  - Guilford Inferno
- Suisse :
  - Geneva Dragons
  - Val-de-Ruz Flyers

## Déroulement de la compétition
La compétition est remportée par Rovello Sgavisc qui s'impose 61-59 en finale face à Ferrara Monkeys,.

## Phase à élimination directe
Tableau récapitulatif des résultats :
|  | Demi-finales      | Demi-finales    |                        |    | Finale | Finale |
|  | Demi-finales      | Demi-finales    |                        |    | Finale | Finale |
|  |                   |                 |                        |    |        |        |
|  |                   |                 |                        |    |        |        |
|  |                   |                 |                        |    |        |        |
|  | Rovello Sgavisc   | 64              |                        |    |        |        |
|  | Rovello Sgavisc   | 64              |                        |    |        |        |
|  | Val-de-Ruz Flyers | 46              |                        |    |        |        |
|  | Val-de-Ruz Flyers | 46              | Ferrara Monkeys        | 59 |        |        |
|  |                   |                 | Ferrara Monkeys        | 59 |        |        |
|  |                   | Rovello Sgavisc | 61                     |    |        |        |
|  | Ferrara Monkeys   | Rovello Sgavisc | 61                     | 64 |        |        |
|  | Ferrara Monkeys   |                 |                        | 64 |        |        |
|  | Geneva Dragons    | 61              |                        |    |        |        |
|  | Geneva Dragons    | 61              | Match pour la 3e place |    |        |        |
|  |                   |                 |                        |    |        |        |
|  |                   |                 |                        |    |        |        |
|  |                   |                 |                        |    |        |        |
|  | Geneva Dragons    | 69              |                        |    |        |        |
|  | Geneva Dragons    | 69              |                        |    |        |        |
|  | Val-de-Ruz Flyers | 58              |                        |    |        |        |
|  | Val-de-Ruz Flyers | 58              |                        |    |        |        |

## Classement final
| Rang | Équipe             | Pays               |
| ---- | ------------------ | ------------------ |
| 1er  | Rovello Sgavisc    | Italie             |
| 2e   | Ferrara Monkeys    | Italie             |
| 3e   | Geneva Dragons     | Suisse             |
| 4e   | Val-de-Ruz Flyers  | Suisse             |
| 5e   | Tchoukball Ursus   | Pologne            |
| 6e   | ASC Weimar         | Allemagne          |
| 7e   | Düsseldorf Vikings | Allemagne          |
| 8e   | Warsaw Hornets     | Pologne            |
| 9e   | Bury Kings         | Royaume-Uni        |
| 10e  | Guilford Inferno   | Royaume-Uni        |
| 11e  | Rumcajska Jičín    | République tchèque |
| 12e  | Phoenix Marignier  | France             |